# Иден Парк
«Иден Парк» (англ. Eden Park) — крупнейший стадион Новой Зеландии. Арена расположена в Окленде, наибольшем городе страны по численности населения. Объект находится в 3 километрах к юго-западу от центрального бизнес-района города.
Стадион обладает богатой спортивной и общественной историей. Высокий статус международных мероприятий, проводимых на «Иден Парк», делает арену совершенно уникальным объектом. Зимой «Парк» принимает по большей части регбийные состязания, в то время как летом стадион используется для игры в крикет. В последнее время на оклендской арене также проводятся матчи по футболу и регбилиг. Для успешного выполнения всех возлагаемых на арену функций была установлена съёмная крикетная площадка.
В 2011 году арена приняла несколько матчей группового этапа, два четвертьфинала, оба полуфинала, утешительный финал и финал чемпионата мира по регби. Кроме того, стадион принял решающий матч чемпионата 1987 года, что сделало «Иден Парк» первой ареной, на которой прошли два финала мирового первенства.
На стадионе прошли матчи чемпионата мира по крикету 2015 года, который Новая Зеландия провела совместно с Австралией.

## Чемпионат мира по регби 2011
| Дата      | Соперник 1     | Результат | Соперник 2     | Раунд                     | Зрители |
| --------- | -------------- | --------- | -------------- | ------------------------- | ------- |
| 09.09.11. | Новая Зеландия | 41-10     | Тонга          | Группа A (матч-открытие)  | 60 214  |
| 17.09.11. | Австралия      | 6-15      | Ирландия       | Группа C                  | 58 678  |
| 24.09.11  | Новая Зеландия | 37-17     | Франция        | Группа A                  | 60 856  |
| 25.09.11. | Фиджи          | 7-27      | Самоа          | Группа D                  | 60 327  |
| 01.10.11. | Англия         | 16-12     | Шотландия      | Группа B                  | 58 213  |
| 08.10.11. | Англия         | 12-19     | Франция        | Четвертьфинал (второй)    | 49 105  |
| 09.10.11. | Новая Зеландия | 33-10     | Аргентина      | Четвертьфинал (четвёртый) | 57 192  |
| 15.10.11. | Уэльс          | 8-9       | Франция        | Полуфинал (первый)        | 58 630  |
| 16.10.11. | Австралия      | 6-20      | Новая Зеландия | Полуфинал (второй)        | 60 087  |
| 21.10.11. | Уэльс          | 18-21     | Австралия      | Матч за 3-е место         | 53 014  |
| 23.10.11. | Новая Зеландия | 8-7       | Франция        | Финал                     | 61 079  |